# Zeros & Heroes
Zeros & Heroes è il quinto album in studio del gruppo rap metal svedese Clawfinger, pubblicato nel 2003.

## Tracce
1. Zeros & Heroes – 4:10
2. Recipe for Hate – 2:55
3. When Everything Crumbles – 3:51
4. 15 Minutes of Fame – 3:35
5. World Domination – 3:55
6. Bitch – 3:49
7. Four Letter Word – 3:22
8. Money Power Glory – 3:33
9. Kick It – 3:17
10. Live Like a Man – 2:51
11. Step Aside – 3:12
12. Blame – 3:53